# Смута: Ожившие мертвецы
«Смута: Ожившие мертвецы» — компьютерная игра в жанре шутера от первого лица, разработанная российской компанией Gelios Software и выпущенная в декабре 1996 года для операционных систем Windows 3.1 и Windows 95. Игра является косвенным продолжением другой игры от Gelios — «Подземелья Кремля». «Смута» получила смешанные отзывы от игровой прессы, отметившей юмористический подход к образам врагов и оружия, навеянным русской историей и фольклором, простоту освоения и увлекательность игрового процесса, но указавшей на отдельные технические недостатки и отсутствие сетевой игры. Несмотря на улучшенную графику и более продвинутый движок, игра не имела коммерческого успеха.

## Сюжет
Игра является косвенным продолжением другой игры от Gelios — «Подземелья Кремля». Во время Великой Отечественной войны на месте темницы Ивана Грозного была создана секретная лаборатория, где разрабатывалось супероружие. Однако во время бомбардировок она была разрушена. Секретное оборудование уцелело и проработало ещё некоторое время автономно. Из-за этого духи заключённых начали оживать. Для их уничтожения в эту лабораторию был направлен главный герой «Подземелий Кремля».

## Игровой процесс
«Смута: Ожившие мертвецы» — трёхмерный шутер от первого лица. Главный герой — спецназовец, которому нужно пробиться через подземные лабиринты времён Ивана Грозного и уничтожить ожившую нечисть, мешающую выключить вышедший из-под контроля генератор. Противники в игре — восставшие из могил стрельцы и разбойники, вооружённые холодным и огнестрельным оружием, бояре-колдуны с магическими посохами, полупрозрачные призраки и бегающие огни. Враги активно передвигаются по уровням, могут устраивать засады и окружать игрока. Некоторые монстры охраняют ключевые позиции и вступают в бой только при приближении игрока. В конце каждого уровня игрока ждет встреча с боссом — гигантской версией обычного противника, отличающейся повышенной живучестью.
Игра включает в себя 10 уровней различной сложности. Лабиринты включают в себя различные препятствия и ловушки: мухоморы и отравленные чарки, запертые двери, вентиляционные шахты, канализационные трубы. По мере прохождения уровней открываются новые виды оружия, такие как секира, мушкет, волшебный посох, метательные топоры и автомат Калашникова. Здоровье восстанавливают аптечки и волшебные сердца, спрятанные в укромных местах.

## Разработка
Игра «Смута» была разработана российской компанией Gelios Software, основанной братьями-близнецами Александром и Андреем Разбаковыми в середине 1990-х годов. Для запуска игры требовалась либо Windows 3.1 с установленным пакетом расширения Win32s, либо Windows 95. Движок для «Смуты» был написан разработчиками с нуля на языке программирования C и включал в себя более 30 тысяч строк кода. Всю графику для игры братья Разбаковы также создали самостоятельно. Разработка «Смуты» заняла около года. Для разнообразия игрового процесса разработчики решили добавить предметы, подбирать которые не рекомендуется из-за наносимого ими вреда здоровью персонажа. Игра была выпущена в декабре 1996 года, издателем выступила российская компания NewCom.
В 1999 году Gelios Software выпустила обновленную англоязычную версию игры под названием Raising Dead. Русской версии Raising Dead не существовало.

## Восприятие
Евдокимов в своем обзоре бета-версии игры в журнале «PRO Игры» отметил, что игра выделяется юмористическим подходом к образам врагов и оружия, навеянным русской историей и фольклором, и что она «либо на любителя, либо на приколиста». Автор отметил простоту освоения, невысокие системные требования и увлекательность игрового процесса, несмотря на отдельные технические огрехи, но также заметил что игра не может составить конкуренции шутерам от id Software.
Превью в журнале «Страна игр» указывает, что по сравнению с предыдущей игрой игра представляет собой «отработанную вещь» и что она содержит в себе «все атрибуты современных DOOM’образных игр». Как недостаток игры отмечено отсутствие поддержки сетевых баталий, как достоинство — искусственный интеллект противников.
В ретроспективном обзоре журнала «Навигатор игрового мира», выпущенном в 2008 году, по поводу игры было сказано, что «мрачно-бредовая атмосфера оригинала была сохранена в первозданном виде», и что игра представляла собой шаг вперёд в графическом плане, добираясь до уровня Doom. В то же время, указывается, что игра коммерческого успеха не имела.